# 三家店镇
三家店镇，是中华人民共和国河南省漯河市临颍县下辖的一个乡镇级行政单位。

## 行政区划
三家店镇下辖以下地区：
三家店村、潘庄村、罗庄村、南江村、冢城村、康庄村、石庄村、王绍宇村、吴庄村、东杨村、西杨村、邢庄村、高宗寨村、郑庄村、崔庄村、平宁城村、卜庄村、宋老桥村、宋小庄村、边刘村、安庄村、安郑村和清义冢村。